# زرنز
زرنز (به لاتین: Zernez) یک بخش در سوئیس است که در کانتون گراوبوندن واقع شده‌است. روستای زرنز سوئیس Zernez ۱٬۵۷۰ نفر جمعیت دارد.